# Comuna de Łanięta
Łanięta (polaco: Gmina Łanięta) é uma gminy (comuna) na Polónia, na voivodia de Lodz e no condado de Kutnowski. A sede do condado é a cidade de Łanięta.
De acordo com os censos de 2004, a comuna tem 2684 habitantes, com uma densidade 49 hab/km².

## Área
Estende-se por uma área de 54,76 km², incluindo:
- área agricola: 89%
- área florestal: 5%

## Demografia
Dados de 30 de Junho 2004:
|                      | Total   | Total | Mulheres | Mulheres | Homens  | Homens |
| -------------------- | ------- | ----- | -------- | -------- | ------- | ------ |
|                      | pessoas | %     | pessoas  | %        | pessoas | %      |
| População            | 2684    | 100   | 1289     | 48       | 1395    | 52     |
| Densidade (pop./km²) | 49      | 100   | 23,5     | 23,5     | 25,5    | 25,5   |

De acordo com dados de 2002, o rendimento médio per capita ascendia a 1373,74 zł.

## Comunas vizinhas
- Gostynin, Kutno, Lubień Kujawski, Nowe Ostrowy, Strzelce